# Thembinkosi Fanteni
Thembinkosi Lawley Fanteni (Città del Capo, 2 febbraio 1984) è un ex calciatore sudafricano, di ruolo attaccante.

## Carriera
Inizia la sua carriera in patria, giocando prima nel Mother City e poi nell'Ajax Cape Town. Nel 2008 viene prelevato dal Maccabi Haifa, club israeliano dove realizza 17 reti in 44 presenze. Torna a giocare in Sudafrica nel 2009, per un anno in prestito agli Orlando Pirates, e poi nuovamente nell'Ajax Cape Town.
Dal 2007 viene convocato dalla nazionale sudafricana, con la quale ha partecipato alla Coppa delle nazioni africane 2008 ed ha collezionato 20 presenze e 2 gol: contro la Guinea Equatoriale il 7 giugno 2008 nelle qualificazioni al campionato del mondo 2010 e contro la Polonia il 6 giugno 2009 in un'amichevole preparatoria per la FIFA Confederations Cup 2009, a cui prenderà parte.